# Пилия, Эдуард Константинович
Эдуа́рд Константи́нович Пи́лия (абх. Едуард Куасҭа-иҧа Ҧлиа; 26 августа 1937 года, село Куланырхуа, Гудаутский район, Абхазская АССР — 25 июля 2012 года) — абхазский государственный, политический и общественный деятель, экс-министр связи Республики Абхазия, заслуженный связист Абхазской АССР, бывший генеральный директор ГК «Абхазсвязь», член высшего политического совета Компартии Абхазии. Экс-Президент федерации волейбола Республики Абхазия.

## Биография
Родился 26 августа 1937 года в селе Куланырхуа Гудаутского района в крестьянской семье.
После окончания средней школы поступил во Всесоюзный институт связи в Москву, в 1964 году назначен начальником почтового отделения в г. Гудауте, где затем, с 1966 года по 1974 год являлся начальником районного узла связи.
В 1974 году назначен заместителем начальника Производственно-технического управления связи Абхазии.
В 1992-93гг, в годы грузино-абхазской войны, входил в Кабинет министров Республики Абхазия в ранге Министра связи.
В 1995 году, после преобразования Администрации связи Республики Абхазии, вошел в состав нового Кабинета министра в должности генерального директора государственной компании «Абхазсвязь». В 2010 году указом Президента Республики Абхазия С. В. Багапш награждён орденом Ахьдз-апша III степени.
В 2011 освобожден от занимаемой должности и отправлен на почетную пенсию. После ухода с должности гендиректора продолжал трудиться в отрасли в качестве инженера до февраля 2012 года.
Заслуженный мастер спорта по волейболу. Возглавлял Федерацию волейбола Республики Абхазия.

## Семья
Семья Пилия известна своими героическими традициями. Отец Куция в составе Абхазской конной сотни был участником Первой мировой войны и награждён Георгиевскими крестами, а старший брат Арсен (Аксентий) погиб в Великой Отечественной войне 1941 — 45 гг. под Ригой, защищая Советскую Родину, длительное время считался пропавшим без вести. Сын Константин ветеран Отечественной войны народа Абхазии 1992—1993гг, участвовать во всех наступательных операциях гумистинского фронта, за мужество, проявленной в мартовской операции, 1-м Президентом Республики Абхазия В. Г. Ардзинба, был награждён медалью «За Отвагу».

## Выпуск почтовых марок
Во время Грузино-абхазской войны 1992—1993 годов территория Абхазии, занятая грузинскими войсками, обслуживалась обменным пунктом почты в Тбилиси. На неоккупированной части Абхазии центром почтовой связи стал Гудаутский районный узел связи (РУС) во главе с Эдуардом Константиновичем Пилия. Письма собирали в Гудауте и отвозили в Гагры, а оттуда отправляли в Адлер и через Сочинский почтамт рассылали на общероссийских основаниях. Значительную часть частных писем пересылали с уезжающими в Россию. Письма, адресованные в Абхазию, посылались на сборные пункты Красного Креста в Сочи, оттуда их забирали и привозили в Абхазию. В Гудауте, кроме РУСа, работали только два почтовых отделения, где почту разносили по одному почтальону.
1 декабря 1992 года американская издательская фирма Stratford Stamps Company, в лице её президента А. Гуревича, подписала договор с заместителем председателя Совета Министров Абхазии, о бесплатном издании первых марок Абхазии с использованием символики республики. При этом фирма выставила ряд условий, большая часть которых оказалась неприемлемой. Так, фирме для реализации должна была оставаться половина тиража, тематика выпускаемых марок также определялась фирмой. Кроме того планировались такие акции, как фиктивное гашение марок в США, издание буклетов и сувениров. Поступление выпускаемых фирмой марок в Абхазию планировалось только через три месяца после их издания, фирма оставляла за собой контроль за реализацией марок и т. д.
Первые марки непризнанной Республики Абхазии появились 25 июня 1993 года, ещё до провозглашения суверенного государства в 1994 год. Их выпуск организовал Э. К. Пилия, тогдашний начальник Управления связи республики. Это была серия стандартных марок из четырёх номиналов в зубцовом и беззубцовом исполнении. Художник миниаютюр А. Мальцев подготовил для них два сюжета — изображение ястреба-перепелятника (5 и 10 рублей) и карту Абхазии (50 и 200 рублей). Номиналы марок соответствовали существовавшим в Абхазии до ноября 1993 года тарифам: 5 рублей — местная открытка, 10 рублей — местное письмо, 50 рублей — письмо в Россию, 200 рублей — завышенный тариф, запланированный на инфляцию (эту марку позднее надпечатали с уменьшением номинала). Сюжеты миниатюр были утверждены 10 июня 1993 года. 24 июня Э. К. Пилия издал приказ № 2 по Управлению связи Республики Абхазия, согласно которому выпущенные знаки почтовой оплаты, начиная с 25 июня, «обязательны к принятию всеми почтовыми отделениями связи Республики Абхазия». Однако в этот день из Гудауты ушло лишь несколько писем, оплаченных новыми марками.
23 июля 1993 года к первой годовщине суверенитета республики была выпущена первая коммеморативная марка Абхазии. Она представляла собой красную типографскую надпечатку текста абх. «Ареспублика / Аҧсны / 23.07.1992 — 23.07.1993» и нового номинала на марке номиналом 200 рублей первого выпуска.
В сентябре 1993 года вышла памятная серия в честь первой годовщины независимости республики, состоящая из двух марок и почтового блока. Автор марок — художник В. К. Бульков изобразил на миниатюрах флаг и герб Абхазии. Серию планировалось издать 10 сентября, однако по приказу № 3 Управления связи они вышли 14 сентября.
В почтовое обращение марки первых трёх выпусков поступили лишь 20 сентября 1993 года на почте города Гудауты. В этот же день на территории Абхазии было прекращено хождение переоценённых марок СССР.
В 1993 году Управление связи Абхазии приняло программу, в которой, в частности, были указано следующее:
- абхазская почта должна вести жёсткую эмиссионную политику с ограниченным числом выпусков, но достаточно большими тиражами;
- значительная часть тиражей должна идти на нужды почты, потребности которой определяют число эмиссий;
- исключается выпуск марок с искусственно ограниченным тиражом, в качестве исключения допускаются надпечатки;
- марки издаются в соответствии с установленными требованиями Всемирного почтового союза почтовыми тарифами.

В документе также определялась система приказов об издании марок.

### Статус марок
Выпускаемые Абхазией марки находятся в обращении только на территории республики. Ими франкируется лишь местная корреспонденция, а для почтовых отправлений в Россию и другие страны необходимо доклеивать российские марки согласно действующим тарифам, что можно сделать на месте в самой Абхазии.

## Интересные факты
- обладает безграничным чувством юмора, его речь всегда насыщена афоризмами, метафорами, анекдотами и шутками
- под его началом в Абхазии 1993 годы вышли в свет первые почтовые марки Республики Абхазия
- почтовые марки Абхазии печатались только под руководством Э. К. Пилия, после ухода с должности гендиректора ГК «Абхазсвязь» напечатана всего одна почтовая марка в честь 20-ти летия Победы в Отечественной войне народа Абхазии 1992-93гг.
- собирает досье (вырезки из газет, журналов; цитаты из тв, радио и интернета) на всех значимых людей современной Абхазии, и большинства мировых лидеров.
- очень не любит разговаривать по телефону, хотя по профессии и по призванию является связистом
- проработал более 50 лет в отрасли абхазской, и чуть менее 50 лет на руководящих должностях